# Rosen Blood
Rosen Blood (Rosen Blood～背徳の冥館～?, Rosen Blood - Haitoku no meikan) è un manga shōjo scritto e disegnato da Kachiru Ishizue, pubblicato dalla Akita Shoten su Princess dal 6 settembre 2017 al 6 luglio 2022; l'edizione italiana è a cura della Star Comics, che ha pubblicato l'opera dal 23 febbraio 2022 al 28 giugno 2023.

## Trama
Dopo il ribaltamento della carrozza che Stella – una giovane fanciulla – sta usando come mezzo di trasporto, la ragazza si ritrova salvata da un uomo dall'aspetto misterioso, Levi, che la conduce nella sua abitazione, dove incontra anche i suoi tre "fratelli" (Friedrich, Yoel e Gilbert). Sebbene i quattro nascondano un pericoloso segreto – sono infatti vampiri – Stella inizia con il tempo a scoprirsi innamorata, e ricambiata, di Levi.

## Manga

### Volumi
| Nº | Data di prima pubblicazione | Data di prima pubblicazione | Data di prima pubblicazione | Data di prima pubblicazione |
| Nº | Giapponese                  | Giapponese                  | Italiano                    | Italiano                    |
| -- | --------------------------- | --------------------------- | --------------------------- | --------------------------- |
| 1  | 13 luglio 2018              | ISBN 978-4-253-27305-3      | 23 febbraio 2022            | ISBN 978-8-82-262952-4      |
| 2  | 19 agosto 2019              | ISBN 978-4-253-27306-0      | 20 aprile 2022              | ISBN 978-8-82-262983-8      |
| 3  | 16 ottobre 2020             | ISBN 978-4-253-27307-7      | 3 agosto 2022               | ISBN 978-8-82-263078-0      |
| 4  | 16 agosto 2021              | ISBN 978-4-253-27308-4      | 24 agosto 2022              | ISBN 978-8-82-263380-4      |
| 5  | 14 settembre 2022           | ISBN 978-4-253-27309-1      | 28 giugno 2023              | ISBN 978-8-82-263914-1      |